# Akela Jones
Akela Jones (* 22. April 1995 in Bridgetown) ist eine barbadische Leichtathletin, die in mehreren Disziplinen an den Start geht.

## Sportliche Laufbahn
Erste internationale Erfahrungen sammelte Akela Jones bei den CARIFTA Games 2009 in Vieux-Fort, bei denen sie mit übersprungenen 1,80 m die Silbermedaille im Hochsprung in der U17-Altersklasse gewann und im Weitsprung mit 5,85 m die Bronzemedaille gewann. Im Jahr darauf siegte sie mit 1,85 m im Hochsprung bei den CARIFTA Games in George Town und wurde im 100-Meter-Hürdenlauf disqualifiziert. Zudem gewann sie mit der barbadischen 4-mal-100-Meter-Staffel in 46,66 s die Silbermedaille. Anschließend gewann sie bei den U18-Zentralamerika- und Karibikmeisterschaften in Santo Domingo jeweils die Silbermedaille im Hoch- und Weitsprung und sicherte sich mit der Staffel in 46,80 s die Bronzemedaille. 2011 siegte sie mit 1,75 m erneut bei den CARIFTA Games in Montego Bay im Hochsprung sowie mit 5,66 m im Weitsprung und anschließend belegte sie bei den Jugendweltmeisterschaften nahe Lille mit 6,04 m den sechsten Platz im Weitsprung. Im Jahr darauf gewann sie bei den CARIFTA Games in Hamilton mit einer Höhe von 1,80 m die Silbermedaille in der U20-Altersklasse und siegte mit 6,18 m im Weitsprung. Zudem gewann sie mit der Staffel in 46,39 s die Bronzemedaille. Ende Juni siegte sie bei den U18-CACAC-Meisterschaften in San Salvador im Hoch- und Weitsprung und anschließend verpasste sie bei den Juniorenweltmeisterschaften in Barcelona mit 6,09 m den Finaleinzug im Weitsprung. Im Herbst begann sie ein Studium an der Oklahoma Baptist University und 2013 gewann sie bei den CARIFTA Games in Nassau mit 1,80 m die Silbermedaille im Hochsprung und siegte mit 6,19 m im Weitsprung. Zudem gewann sie in 14,10 s die Silbermedaille über 100 m Hürden und sicherte sich mit der Staffel in 45,67 s ebenfalls Silber. Im Jahr darauf siegte sie bei den CARIFTA Games in Fort-de-France in 13,55 s über die Hürden sowie mit 1,84 m im Hochsprung. Auch im Weitsprung gewann sie mit 6,32 m die Goldmedaille. Im Juli siegte sie mit 6,41 m bei den U20-CAC-Meisterschaften in Morelia und anschließend siegte sie mit 6,34 m auch bei den Juniorenweltmeisterschaften in Eugene. Zudem erreichte sie dort im Hochsprung das Finale, verzichtete aber auf einen Start.
Im Herbst 2014 wechselte sie an die Kansas State University und nahm 2015 an den Panamerikanischen Spielen in Toronto teil. Dort gewann sie mit übersprungenen 1,91 m die Bronzemedaille im Hochsprung hinter der Lucianerin Levern Spencer und Priscilla Frederick aus Antigua und Barbuda. Zudem belegte sie mit 6,60 m den sechsten Platz im Weitsprung. Zuvor siegte sie mit 6371 Punkten im Siebenkampf bei den NCAA-Collegemeisterschaften und qualifizierte sich damit für die Weltmeisterschaften in Peking, bei denen sie ihren Wettkampf aber nicht beenden konnte. Im Jahr stellte sie mit 4643 Punkten einen neuen Landesrekord im Fünfkampf in der Halle auf und zudem gewann sie im Hochsprung den NCAA-Hallentitel. Mitte Juli siegte sie mit übersprungenen 1,91 m bei den U23-NACAC-Meisterschaften in Salvador und belegte in 13,29 s den vierten über 100 m Hürden, während sie im Weitsprung mit 6,74 m die Silbermedaille hinter der US-Amerikanerin Quanesha Burks gewann. Anschließend nahm sie im Siebenkampf an den Olympischen Sommerspielen in Rio de Janeiro teil und gelangte dort mit 6173 Punkten auf den 20. Platz. Zudem schied sie im Hochsprung mit 1,85 m in der Qualifikationsrunde aus. Zudem war sie Fahnenträgerin ihrer Nation bei der Abschlussveranstaltung der Spiele. 
Nach einem Jahr Wettkampfpause fokussiert sich Jones seit 2018 auf den Weitsprung und startete 2022 bei den Hallenweltmeisterschaften in Belgrad, bei denen sie sich mit 6,55 m auf dem elften Platz klassierte.
In den Jahren 2012 und 2014 sowie 2015 und 2019 wurde Jones barbadische Meisterin im Weitsprung sowie 2015 im Kugelstoßen.

## Persönliche Bestleistungen
- 100 m Hürden: 12,94 s (+1,7 m/s), 23. April 2016 in Fayetteville
  - 60 m Hürden (Halle): 8,00 s, 27. Februar 2016 in Ames (barbadischer Rekord)
- Hochsprung: 1,95 m, 13. April 2016 in Azusa (barbadischer Rekord)
  - Hochsprung (Halle): 1,98 m, 11. März 2016 in Birmingham (barbadischer Rekord)
- Weitsprung: 6,80 m (+0,2 m/s), 29. Mai 2021 in Chula Vista (barbadischer Rekord)
  - Weitsprung (Halle): 6,80 m, 11. März 2016 in Birmingham (barbadischer Rekord)
- Kugelstoßen: 14,85 m, 10. Juni 2015 in Eugene
  - Kugelstoßen (Halle): 8. Februar 2014 in Norman
- Siebenkampf: 6371 Punkte, 11. Juni 2015 in Eugene (barbadischer Rekord)
  - Fünfkampf (Halle): 4643 Punkte, 22. Januar 2016 in Manhattan (barbadischer Rekord)